# Dillnhütten
Dillnhütten ist ein Stadtteil der Großstadt Siegen.

## Geografie
Er liegt etwa 6 km nördlich vom Siegener Stadtkern im Norden Siegens und grenzt unter anderem an die Stadtteile Geisweid im Südwesten, Sohlbach im Nordwesten und Niedersetzen im Osten sowie an den Kreuztaler Stadtteil Buschhütten im Norden. Dillnhütten bildet mit knapp 8 ha die kleinste Gemarkung im gesamten Kreisgebiet und hat in dieser Fläche außer der Wohnbebauung nur wenig Grün vorzuweisen. Der Ort liegt direkt an der Bundesstraße 54 von Siegen nach Kreuztal und ist vollständig mit den im Tal umliegenden Orten verwachsen. Über die HTS-Auffahrt in Buschhütten ist der Ort an die Autobahn 45 angebunden. Durch Dillnhütten fließt die Ferndorf.

## Geschichte
Dillnhütten stellte lange Zeit ein Kuriosum dar, weil der Ort als eigenständige Gemeinde über keine eigene Gemarkung verfügte. Er gehörte erst zum Kirchspiel Siegen, seit 1898 zum Kirchspiel Klafeld (Geisweid), sowie zum Standesamt Weidenau, seit dem 1. Januar 1900 zum Standesamt Klafeld.
Dillnhütten war eine eigenständige Gemeinde im Amt Weidenau, bis sie am 1. Juli 1966 im Zuge der kommunalen Neugliederung in die neue Stadt Hüttental eingegliedert wurde. Am 1. Januar 1975 wurde Hüttental aufgelöst und die einzelnen Orte in die neue Großstadt Siegen eingegliedert.

### Einwohnerzahlen
Einwohnerzahlen des Ortes:
| Jahr | Einwohner |
| ---- | --------- |
| 1818 | 136       |
| 1885 | 226       |
| 1895 | 225       |
| 1905 | 239       |
| 1910 | 269       |
| 1925 | 333       |

| Jahr | Einwohner |
| ---- | --------- |
| 1933 | 301       |
| 1939 | 287       |
| 1950 | 388       |
| 1961 | 293       |
| 1994 | 181       |
| 2004 | 250       |

| Jahr | Einwohner |
| ---- | --------- |
| 2006 | 261       |
| 2008 | 250       |
| 2009 | 260       |
| 2010 | 263       |
| 2011 | 271       |
| 2012 | 280       |

| Jahr | Einwohner |
| ---- | --------- |
| 2013 | 283       |
| 2014 | 273       |
| 2015 | 261       |
| 2016 | 261       |

## Persönlichkeiten
- Loke Mernizka (* 1939); Politiker (SPD)